# XO-5
XO-5 (Absolutno) je vícenásobná hvězda v souhvězdí Rysa. Tento hvězdný systém obsahuje dvě hvězdy: žlutý trpaslík spektrální třídy G a červený trpaslík třídy M. Nachází se přibližně 893 světelných let od Země a má hvězdnou velikost 12,13, což jej činí neviditelným pouhým okem, ale dostupným pro pozorování menšími dalekohledy.
Hvězda byla pojmenována Absolutno v rámci kampaně IAU100 NameExoWorlds, pořádané Mezinárodní astronomickou unií v roce 2019. Název odkazuje na dílo Karla Čapka Továrna na absolutno.

## Dvojhvězda
XO-5 má červeného trpaslíka jako sekundární složku, jehož povrchová teplota činí přibližně 3 500 K. Studie z roku 2024 pomocí teleskopu LAMOST potvrdila, že jde o gravitačně vázaný systém s pravděpodobností 94 %.

## Planetární systém
V roce 2008 byla u XO-5 objevena exoplaneta XO-5b (Makropulos) metodou tranzitu za použití teleskopu XO. Tato planeta je klasifikována jako horký Jupiter a obíhá kolem primární hvězdy s oběžnou dobou 4,19 dne.
Teleskop XO byl speciálně navržen pro detekci exoplanet metodou tranzitu, což jej činí klíčovým nástrojem při objevování systémů, jako je XO-5.
XO-5b má hmotnost přibližně 1,06 hmotností Jupiteru a její oběžná dráha je téměř kruhová. Studie prováděné za účelem nalezení dalších planet v systému zatím neprokázaly jejich existenci.

## Význam pro vědu
Studium systému XO-5 přináší důležité poznatky o vzniku exoplanet v binárních systémech. Horké Jupitery, jako je XO-5b, mohou poskytovat klíčové informace o migraci planet blízko mateřské hvězdy.